# Villaviudas (kommunhuvudort)
Villaviudas är en kommunhuvudort i Spanien.   Den ligger i provinsen Provincia de Palencia och regionen Kastilien och Leon, i den centrala delen av landet, 180 km norr om huvudstaden Madrid. Villaviudas ligger 764 meter över havet och antalet invånare är 406.
Terrängen runt Villaviudas är platt åt sydväst, men åt nordost är den kuperad. Runt Villaviudas är det glesbefolkat, med 8 invånare per kvadratkilometer. Närmaste större samhälle är Palencia, 15,9 km väster om Villaviudas. Trakten runt Villaviudas består till största delen av jordbruksmark.